# Ture Kettilsson (Bielke)
Ture Kettilsson, död någon gång mellan 1322 till 29 mars 1327, var en svensk riddare, riksråd, kammarmästare.

## Biografi
Kettilsson var son till Kettil (Bielke). Han var 1283 riddare och 1288 riksråd. Kettilsson var efter kung Magnus Ladulås död medlem i förmyndarstyrelsen för Birger Magnusson. Från 1310 till 1318 var Kettilsson kammarherre hos kung Birger Magnusson och från 1313 till 1318 lagman i Värends lagsaga. Kettilsson skrev 20 juli 1322 under på föreningen i Skara. Han avled 1327.
Ture Kettilssons hustru hette Sigrid. Peder Månsson Utter hävdade sig ha sett ett av henne förseglat brev från 1327, som numera är förkommet. Enligt detta brev förde hon en sparre i sitt vapen. Möjligen tillhörde hon därmed släkten Sparre av Tofta, då parets söner har visat sig vara besläktade med Ulf Abjörnsson (Sparre).
Från Ture Kettilsson härstammar 29 riksråd och alla nu levande medlemmar i Bielkeätten.[källa behövs]

### Familj
Kettilson var gift med Sigrid (Sparre). De fick tillsammans barnen riksrådet Erik Turesson den äldre (Bielke) (död omkring 1328), riddaren Nils Dannes Turesson (omtalad 1325–1357), marskalken Sten Turesson (Bielke) (död 1350), riksråd och drotsen Nils Turesson (Bielke) (död 1364), Margareta Turesdotter (död 1380) som var gift med riddaren Karl Magnusson (Örnfot), Ramfrid Turesdotter (död före 1348) som var gift, riksrådet Bengt Turesson (Bielke) och Helena Turesdotter som var gift med riddaren och riksrådet Staffan Röriksson (Staffanssönernas ätt).